# スティーブン・サイラス
スティーブン・サイラス（英: Stephen Silas、1973年8月6日 - ）はマサチューセッツ州ボストン出身のプロバスケットボール指導者。NBAのデトロイト・ピストンズでアシスタントコーチを務めている。父はポール・サイラス。

## 経歴

### ヒューストン・ロケッツ
2020年10月30日、サイラスはヒューストン・ロケッツのヘッドコーチに就任した。
2023年4月11日、ヒューストン・ロケッツのヘッドコーチを解任された。

### デトロイト・ピストンズ
2023年6月5日、デトロイト・ピストンズのアシスタントコーチに就任した。